# Río Bolshói Yugán
El río Bolshoi Yugán (literalmente, Gran Yugán) (en ruso, Река Большой Юга́н) es un largo río de la Siberia rusa centrooccidental, un afluente de la margen izquierda del río Obi. Tiene una longitud de 1.063 km y drena una cuenca de 34.700 km² (mayor en extensión que Moldavia).
Administrativamente, el río discurre  por el distrito autónomo de Janti-Mansi de la Federación Rusa.

## Geografía
El río Bolshoi Yugán nace en la parte occidental de la región de los pantanos de Vasiugán (la mayor zona pantanosa del mundo), en la parte sur del distrito autónomo de Janti-Mansi, cerca de la frontera con el óblast de Tomsk y el óblast de Tiumén. El río discurre con un curso muy sinuoso, lleno de meandros. En sus inicios toma dirección Norte, y tras un par de amplias curvas, en la parte final el río desemboca por la izquierda en el río Obi, en el importante brazo llamado Yugán, no lejos de Surgut (285.027 en 2002). Su cuenca tiene más de 8.000 lagos, con una superficie total de 545 km². El promedio mensual del caudal es, a unos 50 km por encima de la boca, de 205 m/s (con un mínimo en marzo de 29 m/s y un máximo durante el deshielo, en mayo, con 615 m/s). En las cercanías de la desembocadura tiene casi 200 m de ancho, dos metros de profundidad y la velocidad del agua es de 0,4 m/s.
Su principal afluente es, por la derecha, el río Malyj Yugán (Pequeño Yugán), con una longitud de 521 km y una cuenca de 10.200 km².
El río corre a través de una región pantanosa, antes muy poco habitada (con la aparición de gas natural y petróleo ahora mucho más poblada), con un clima bastante severo, de modo que en su curso no encuentra ningún centro urbano de importancia y solamente pequeños asentamientos a lo largo de todo su curso, siendo los más importantes Yuan, Yugansky y Ugut.
Al igual que todos los ríos siberianos, sufre largos períodos de heladas (seis/siete meses al año, desde finales de octubre/principios de noviembre y finales de abril/principios de mayo) y amplias extensiones de suelo permanecen permanentemente congeladas en profundidad. Al llegar la época estival, como se deshielan primero las zonas más al sur, el río inunda amplias zonas bajas próximas a sus riberas que convierte en terrenos pantanosos. 
El Bolshoi Yugán es navegable en su curso inferior y medio, varios cientos de kilómetros (hasta el muelle de Kuplandejewy), pero es poco utilizado.
Su cuenca hidrográfica contiene depósitos de petróleo y gas natural, similar a muchas otras zonas pantanosas de la Siberia occidental, y a poca distancia de su curso están los importantes centros petrolíferos de Nefteyugansk y Surgut. La parte baja del río es atravesada por varios oleoductos y gaseoductos.